# Aconophora robusta
Aconophora robusta är en insektsart som beskrevs av Dietrich. Aconophora robusta ingår i släktet Aconophora och familjen hornstritar. Inga underarter finns listade i Catalogue of Life.